# Monica Zak
Monica Christina Zak, född 27 januari 1939 i Dresden, Tyskland, är en svensk författare och journalist. Zak växte upp i Örebro och är utbildad vid Handelshögskolan i Göteborg och Journalistinstitutet i Stockholm. Hon har arbetat som journalist på Nerikes Allehanda, Damernas Värld och Aftonbladet, Globen/Barnens Värld och gjort ett tjugotal dokumentärfilmer för SVT och Rädda Barnen. 
Hon har skrivit flera böcker som utspelar sig i Central- eller Sydamerika. Under åren 1969-1970 seglade hon i Karibiska havet och samlade in föremål från kunafolket på San Blas, Panama. Samlingarna finns på Världskulturmuseet. Sammanlagt har hon skrivit omkring 60 böcker på svenska. Hennes böcker finns översatta till 18 språk och hon har tidigare suttit i Svenska barnboksakademin. Filmen Pumans dotter (1994) bygger på Monica Zaks roman med samma namn.